# Fumacê

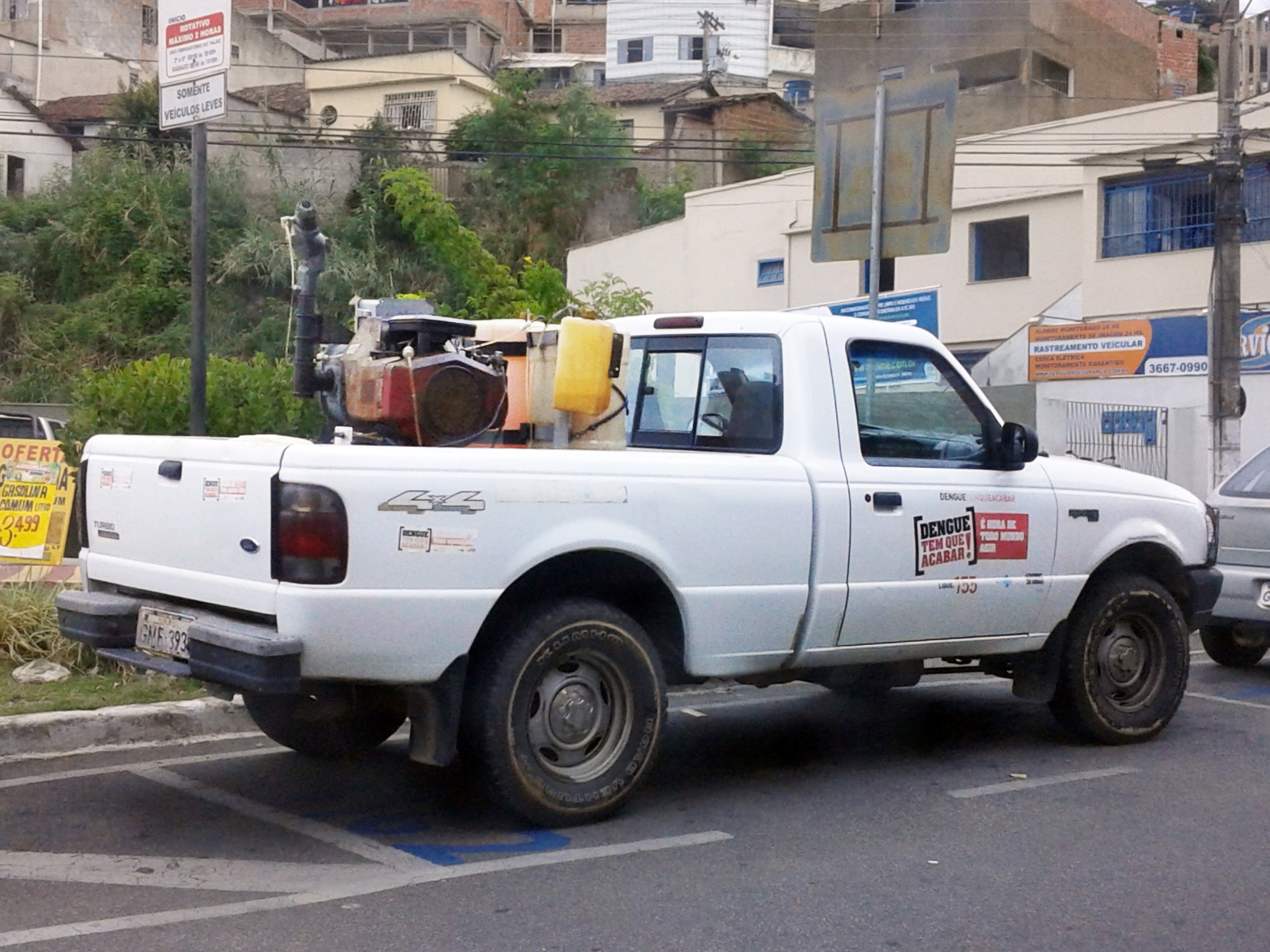
Carro do fumacê no município de Coronel Fabriciano.

No Brasil, fumacê é uma expressão que se refere à aplicação de substância inseticida por meio de um veículo com caçamba dotado de pulverizador, que expele o veneno pelas ruas das cidades. Ao longo das décadas de 1980 e 1990, esta foi uma das principais estratégias na tentativa de reduzir a proliferação do mosquito transmissor da dengue, do vírus da zika, da Chikungunya e da febre amarela nas cidades brasileiras. Reporta-se, no entanto, que essa técnica tem sido utilizada pelo poder público no Brasil sem o questionamentos sobre sua eficácia ou segurança, perpetuando-se por ser uma ação cômoda e positiva do ponto de vista eleitoral ao atender os pedidos da população pelo fumacê nos canais mantidos pelas prefeituras nos municípios. Nesse contexto, seu uso tem sido debatido e questionado por especialistas de diversas áreas envolvidos nas pesquisas sobre epidemias.

## Eficiência dos fumacês

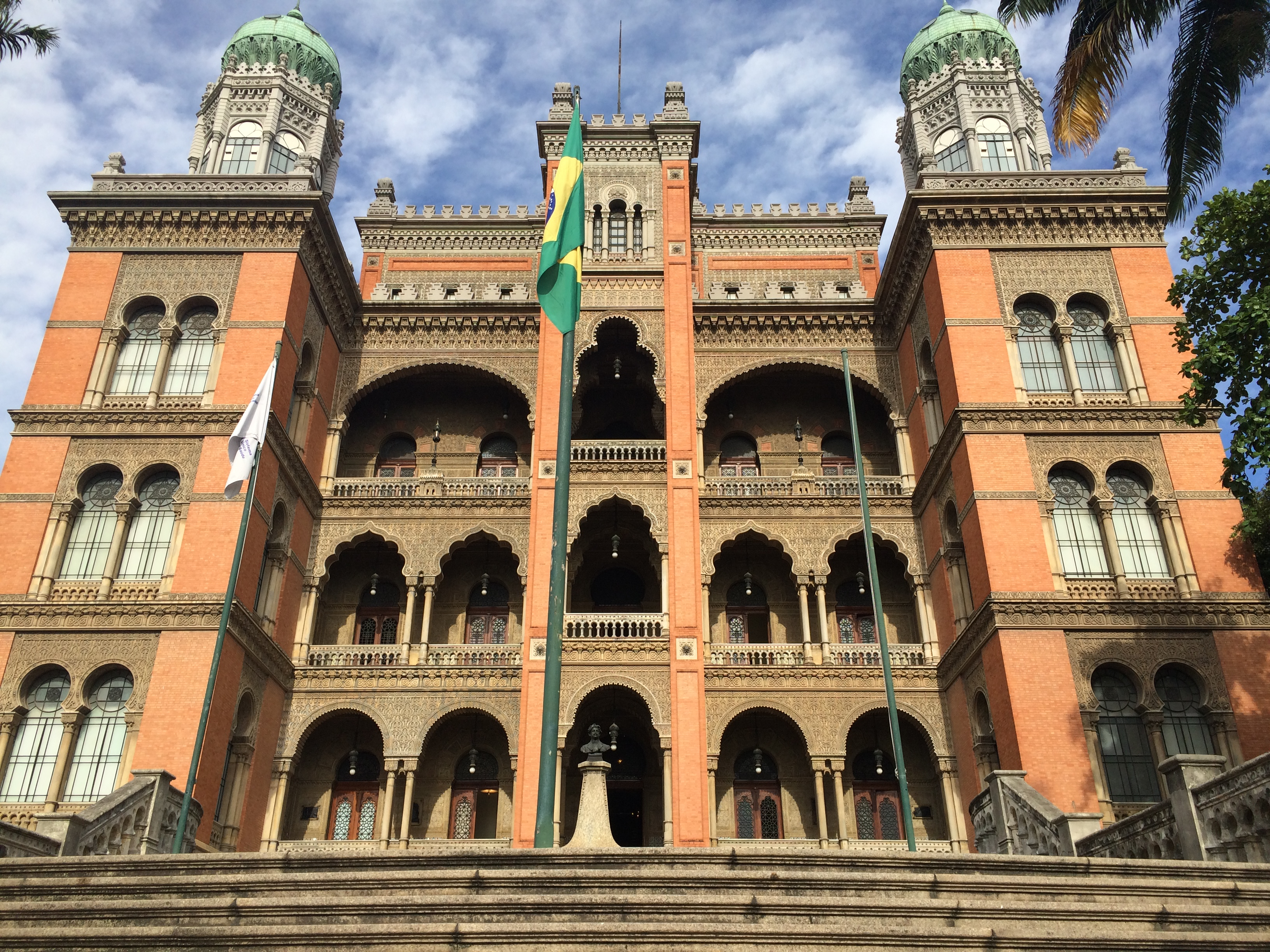
Palácio de Manguinhos, a sede da Fiocruz, uma das principais instituições de pesquisa de epidemiologia do Brasil.

Em 2024, durante a epidemia enfrentada pelo Brasil no primeiro semestre, o infectologista da Fundação Oswaldo Cruz, Rivaldo Cunha, afirmou em entrevista ao SBT News que o poder dos fumacês, depois que a epidemia está estabelecida, seria mínimo.
| “                                                        | (...) Ele serve para matar mosquitos que estejam voando, mas também mata abelhas e lagartas que fazem parte do micro ecossistema. A agressão ambiental do fumacê é muito grande, além de estimular alergia em crianças que tenham tendência pessoal ou familiar a terem alergias respiratórias. (...) É importante a mobilização da população para que reduza os focos dos mosquitos. A maioria dos focos está nos domicílios e nos quintais. É importante que os estados preparem a rede de assistência aos doentes. | ” |
| — Rivaldo Cunha, infectologista da Fundação Oswaldo Cruz | |   |

Além de sua ineficiência, alto custo e de seu sentido antipedagógico junto à população, para infectologistas especialistas em entomologia como o professor da Universidade Federal do Espírito Santo Aloísio Falqueto, o fumacê é responsável por problemas na saúde humana e acaba por exterminar todos os insetos que encontra pelo caminho, incluindo as abelhas, especialmente as de espécies nativas brasileiras, sem ferrão, que são fundamentais para a polinização das florestas e estabilidade da agricultura. Já para Guilherme Plotecya, membro da Associação de Meliponicultores do Espírito Santo, por sua vez, ele lamenta durante os anos de eleições municipais o fumacê continue sendo usado como cabo eleitoral por vereadores e prefeitos, aproveitando-se da falta de conhecimento da população sobre as reais formas de combater essas doenças, e sua crença anacrônica sobre a necessidade do fumacê.

## Impactos na saúde humana e no meio ambiente

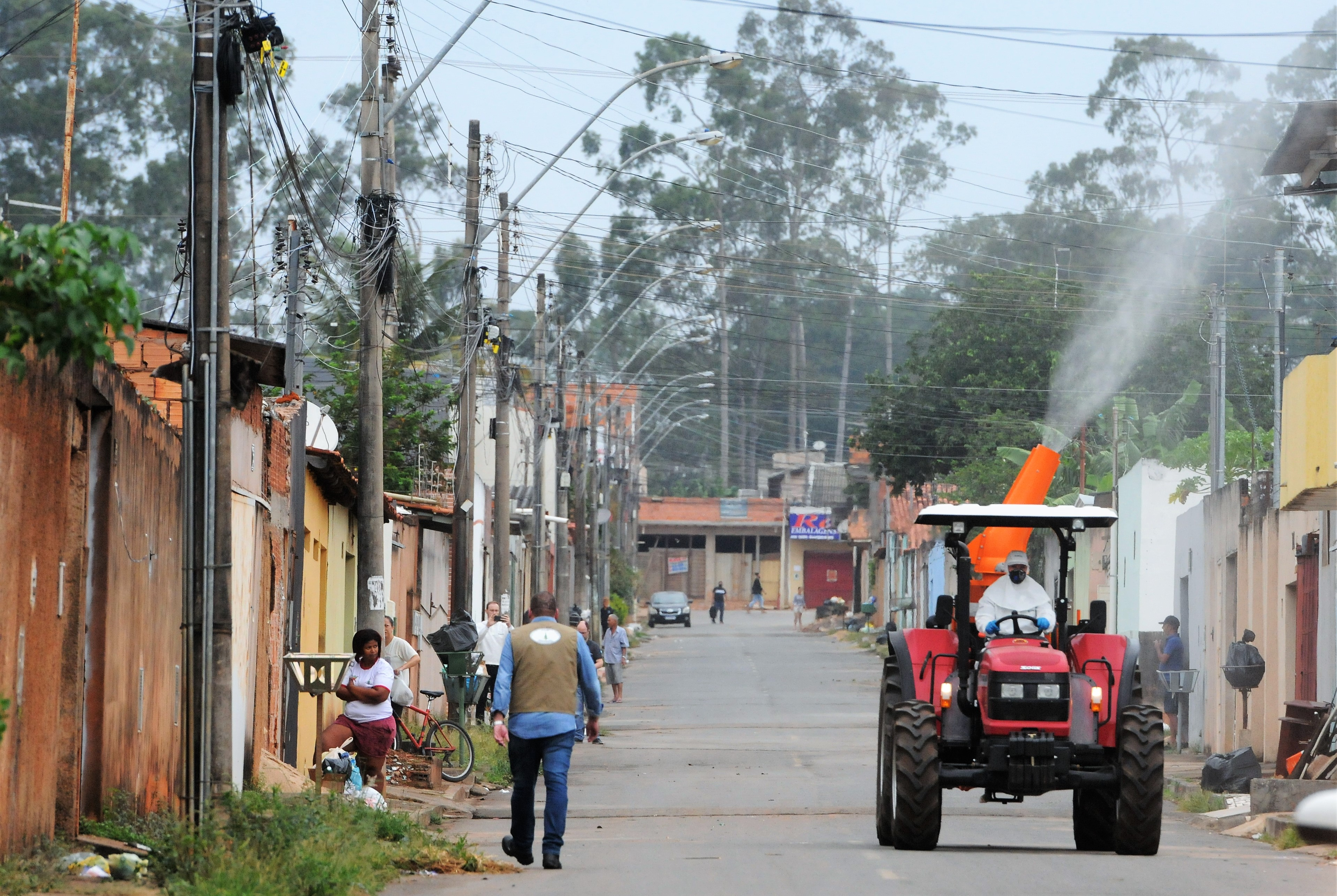
Aplicação de fumacê no Distrito Federal, em 2022, com a utilização de um trator em meio à população transeunte.

De acordo com a Organização Mundial da Saúde, há evidências de que o Malathion, veneno utilizado por anos no fumacê no Brasil, causa câncer em animais. O produto é considerado pela Agência Internacional de Pesquisa em Câncer ainda como potencialmente cancerígeno também para os seres humanos, uma vez que pesquisas indicam evidências de que a exposição ao pesticida desenvolva linfoma não-Hodgkin e câncer de próstata. De acordo com o Manual sobre Medidas de Proteção à Saúde dos Agentes de Combate às Endemias, publicado pelo Ministério da Saúde do Brasil em 2019, as pessoas responsáveis pela aplicação desses produtos, chamadas de "agentes de combate às endemias", estão potencialmente expostas ao risco de intoxicação exógena, doenças respiratórias agudas e crônicas, doenças do sistema nervoso e neuropsiquiátricas, doenças hepáticas e renais, bem como alguns tipos de câncer relacionados ao trabalho. Em 2019, quando o Ministério Público do Trabalho interditou o serviço de fumacê em todo o Distrito Federal, a alegação foi de tratou-se de uma ação necessária pois há décadas os trabalhadores da área estavam sendo envenenados, vindo a desenvolver câncer. Poucos anos antes, em 2016, à época do amplo uso do Malathion, Fernando Carneiro, biólogo e pesquisador e então diretor na Fundação Fiocruz, afirmava que:
| “                                                                                               | (...) Com anos e décadas de usos intensivos dos fumacês, o mosquito foi ficando resistente ao veneno. Isso está obrigando o Ministério da Saúde a usar o malathion, um organofosforado que atinge o sistema nervoso central e é considerado pela Agência Internacional de Pesquisa sobre Câncer um provável carcinógeno humano. E veja que, com tudo isso, o governo continua querendo matar o mosquito com bala de canhão e, agora, ainda quer banhar as grandes metrópoles brasileiras com um provável carcinógeno humano. Isso é muito grave! Essa substância está liberada para uso e é encontrada em todo o país. E ainda, para "ajudar"... Deputados federais ligados ao agronegócio estão propondo o uso de aviões para pulverizar esse veneno sobre as cidades (...) O rito de avaliação dos agrotóxicos para a saúde pública é muito menos criterioso do que para a agricultura no território nacional. Na agricultura, passa por três órgãos: o Ibama trata da ecotoxicologia; a Agricultura (departamentos do Ministério), da eficiência agronômica; e a Agência Nacional de Vigilância Sanitária - Anvisa analisa a toxicologia. Quando é para saúde pública – e não para agricultura -, já Ibama e Agricultura não opinam. E a Anvisa não tem muito poder direto porque o próprio Ministério da Saúde, que é o interessado, segue o que a Organização Mundial da Saúde - OMS determina. Se um comitê técnico específico da OMS diz que é para usar, o Brasil usa. | ” |
| — Fernando Carneiro, biólogo, pesquisador e diretor da Fundação Oswaldo Cruz – Fiocruz no Ceará | |   |

Acerca dessa possibilidade do uso de fumacês aéreos, pesquisadores do Instituto Oswaldo Cruz e da Universidade Federal do Rio de Janeiro alertam para ineficácia desse tipo de ação para o controle do Aedes, prevista na Lei 13.301/2016. Em artigo publicado no jornal O Globo, os pesquisadores Denise Valle, Ricardo Lourenço de Oliveira e Pedro Lagerblad de Oliveira defendem que tal medida já seria inaceitável tanto pelo bom senso quanto pelo risco à saúde humana e o prejuízo ambiental, além de se ser uma ação potencialmente desastrosa e desprovida de sentido.
| “ | Este inseto vive dentro de nossas casas, gosta de sombra e água fresca. Décadas de aplicação de inseticidas como malathion e piretróides com 'carros fumacê', muito mais próximos de nossas janelas, não impediram a disseminação do Aedes. O que se pode esperar, então, de inseticida vindo do céu, caindo sobre os telhados, as copas das árvores, os rios e lagos e ... sobre as nossas cabeças? Inseticidas são remédios, ou venenos. Em especial, os inseticidas contra o mosquito adulto – o famoso ‘fumacê’ – não são, nem no Brasil nem em nenhum outro lugar, métodos de prevenção. | ” |
| — Denise Valle, Ricardo Lourenço de Oliveira e Pedro Lagerblad de Oliveira, pesquisadores do IOC e UFRJ | |   |

## Substituição do Malathion pelo Cielo

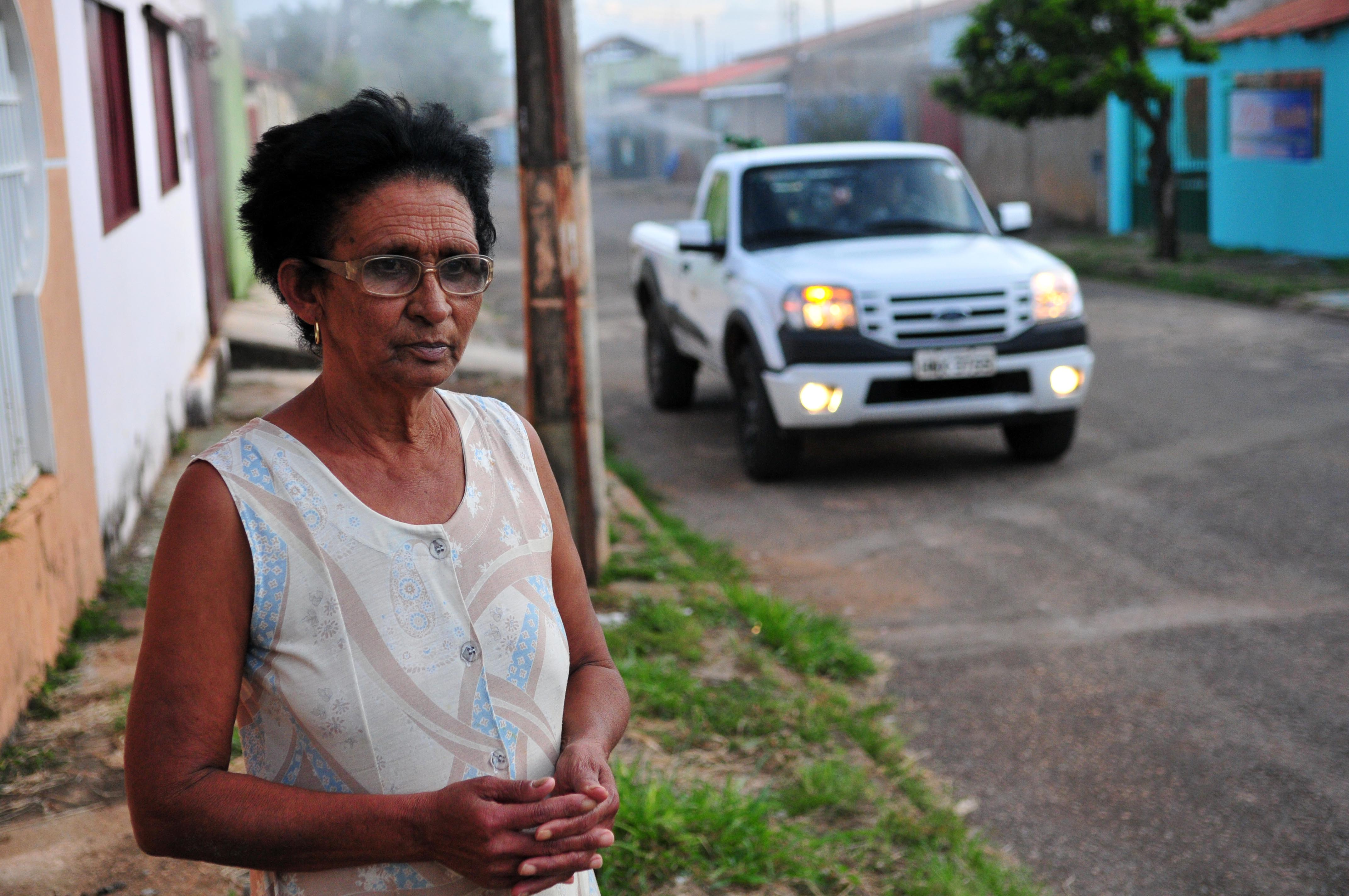
Moradora de Brasília concedendo uma entrevista na iminência da passagem de um carro do fumacê, no ano de 2016, quando o Malathion ainda era o produto mais utilizado no Brasil.

Até o ano de 2019, o Ministério da Saúde recomendava o inseticida chamado Malathion, classificado como cancerígeno até mesmo pelo IARC e acabou por ser substituído por sua comprovada resistência do Aedes Aegypti à referida substância. Contudo, ao invés da busca de alternativas sustentáveis, o Ministério passou a recomendar o produto chamado Cielo, da empresa norte-americana Clarke Mosquito Control Products. O Cielo™, conhecido ainda como Cielo™ ULV e Nebula™ ULV, traz em sua ficha de descrição que pode ser nocivo se ingerido e em contato com a pele, provocar irritação ocular e que é considerado muito tóxico para os organismos aquáticos, nos quais possui efeitos prolongados, além de também ser tóxico para abelhas, de acordo com seu próprio fabricante. O Estado do Espírito Santo possui desde o ano de 2021 uma lei que dispõe sobre a proibição da utilização de inseticidas à base do composto neonicotinóides nos serviços de carro fumacê, nos centros urbanos, cujo objetivo é o de impedir a morte de abelhas, visto que os inseticidas à base de neonicotinóides são extremamente letais para as colônias. Ainda no contexto do processo de trocas e substituições dos produtos utilizados como veneno nos fumacês, em estados como o de São Paulo, no ano de 2001 sua a aplicação foi restringida pela Secretaria de Saúde do Estado, uma vez que o produto usado no fumacê tinha baixa eficiência e não atingia os mosquitos que estão dentro das casas, além de provocar graves impactos ambientais, como morte de pássaros, plantas e complicações em pessoas que apresentam problemas de saúde, principalmente pulmonares. Outras secretarias estaduais já emitiram notas análogas ao longo dos anos, como a do estado do Sergipe, que por meio de sua Vigilância Epidemiológica, adverte que o uso indiscriminado do carro fumacê pode causar danos graves à saúde e ao ecossistema como um todo. Entre 2016 e 2019, o estado do Ceará por exemplo recebeu 174 mil litros de Malathion, de acordo com a Secretaria Estadual da Saúde (Sesa). No ano seguinte, já em 2020, o Ceará solicitou 10 mil litros do inseticida para uso no primeiro trimestre, mas o Ministério só autorizou o envio de 5,4 mil litros. Naquele ano, segundo a Coordenadoria Geral das Arboviroses, a remessa do produto Cielo estava prevista para o mês de março. Luciano Pamplona, professor da Faculdade de Medicina da Universidade Federal do Ceará (UFC), contudo, lembra ainda que o Cielo é um inseticida e que se as pessoas passam por uma exposição prolongada, elas podem sim ter problemas respiratórios e quadros alérgicos.

## Recomendações durante o uso

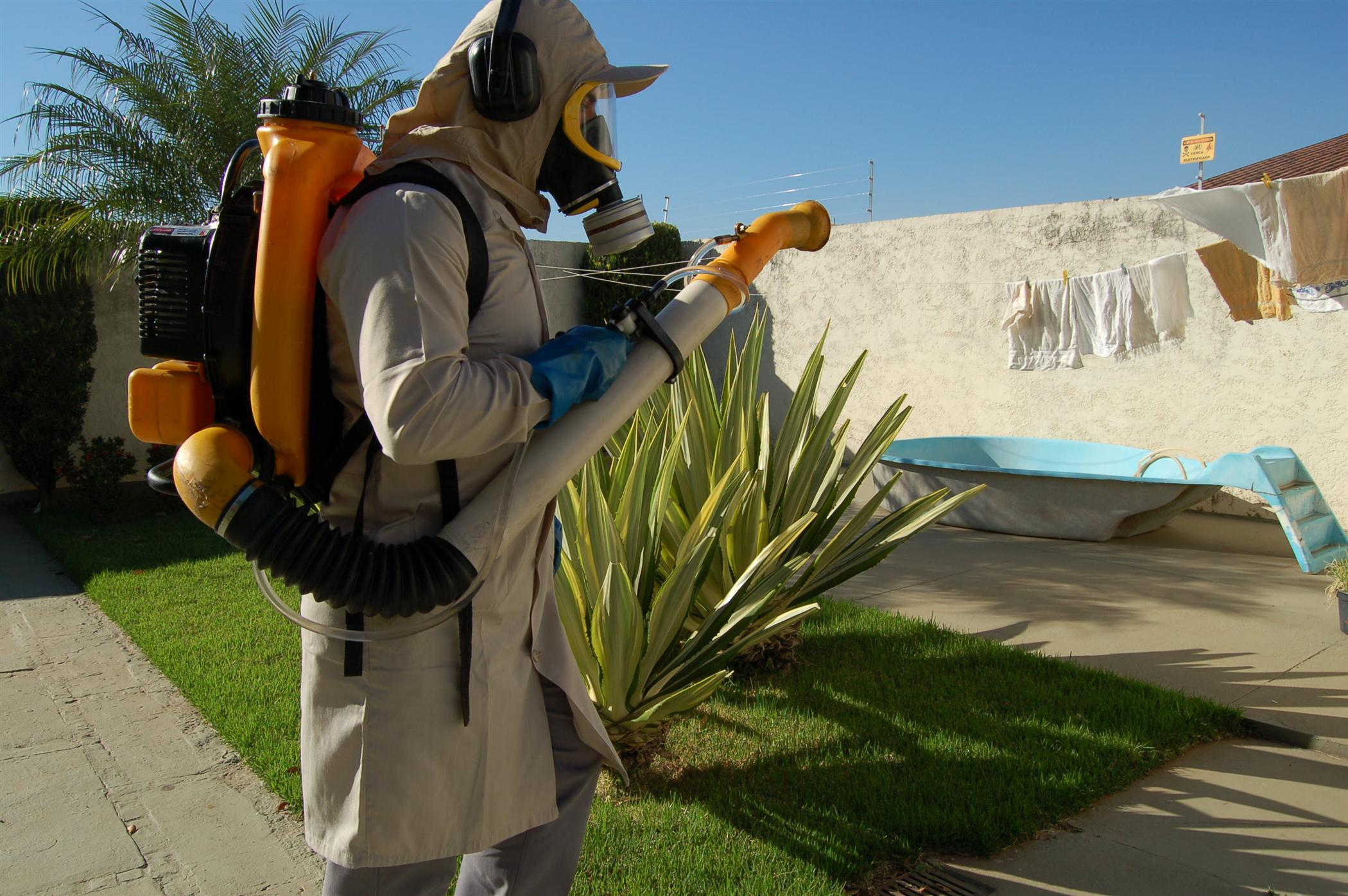
No município brasileiro de Votuporanga, servidor a borrifar pesticida em roupas no varal.

No Brasil, no caso de municípios que ainda fazem uso do fumacê, as recomendações fornecidas pelas secretarias de saúde incluem sair de casa e levar consigo animais de estimação, cobrir objetos de uso dentro de casa, proteger crianças e idosos, cobrir aquários, gaiolas, bebedouros e cobrir os alimentos para evitar o contato com o veneno por um período mínimo de 3 horas após a passagem do carro do fumacê. De modo geral, recomenda-se ainda no Brasil deixar portas e janelas abertas, como a Secretaria de Saúde do Distrito Federal, a qual diz explicitamente: "abra as portas e as janelas para o fumacê entrar". No entanto, países como Estados Unidos, França e Bornéu recomendam exatamente o oposto: manter portas e janelas fechadas. No caso dos Estados Unidos, as recomendações incluem ainda que crianças e mulheres grávidas tomem cuidado para evitar a exposição ao veneno, com todas as pessoas permanecendo dentro de casa ou evitando a área sempre que ocorrer a pulverização por cerca de 30 minutos, além de fechar janelas e portas e desligar os aparelhos de ar condicionado, protegendo os olhos, lavando as roupas que entrarem em contato com o veneno e consultar um médico se achar que está sofrendo efeitos na saúde devido à pulverização. Há alguns municípios no Brasil, contudo, que seguem recomendações análogas àquelas dos Estados Unidos. Em Farroupilha, por exemplo, a recomendação é a de que é necessário que os moradores mantenham as portas e janelas fechadas e que não circulem pelas ruas durante o período do fumacê, já que, devido à toxicidade do produto, ele pode ser prejudicial à saúde.
| “                                                                                      | O servidor público muitas vezes não conhece as legislações, não conhece os produtos químicos que estão aplicando, não são orientados e nem sabe orientar as pessoas. Falta uma política pública, pois não adianta apenas aplicar a fumaça que não vai resolver. O correto é agir nos criadouros e realizar um manejo integrado de ações preventivas e corretivas, mas de forma consciente. (...) Já cansei de ver alguns agentes da prefeitura usando superdosagem, o que faz o produto sair da sua margem de segurança aumentando seus riscos”. | ” |
| — Uiara Caromano Treviso, engenheira agrônoma e bióloga especialista em pragas urbanas | |   |

No município brasileiro de Patrocínio, no entanto, há registros de que mesmo com a intensa nuvem de fumaça com o pesticida, moradores ficaram na rua e na porta de casa observando a passagem do carro do fumacê e sendo assim cobertas pela nuvem de fumaça com veneno. Em Ribeirão Preto, a orientação da Secretaria da Saúde já foi a de que as pessoas tinham que deixar a casa aberta e, quando o caminhão passar, ficar do outro lado da rua, instrução essa dada no mesmo ano em que o município registrou munícipes com dor de cabeça, irritação na garganta e enjoos logo após uma aplicação do "fumacê", o veneno para combater a dengue.

## Uso eleitoral dos fumacês
Os fumacês têm sido utilizados pelo poder público no Brasil, sem questionamentos sobre sua eficácia ou segurança, perpetuando-se por ser uma ação cômoda e positiva do ponto de vista eleitoral ao atender os pedidos da população pelo fumacê nos canais mantidos pelas prefeituras nos municípios. Guilherme Plotecya, membro da Associação de Meliponicultores do Espírito Santo, por sua vez, lamenta que num ano de eleições municipais, a tendência é que o fumacê continue sendo usado como cabo eleitoral por vereadores e prefeitos, aproveitando-se da falta de conhecimento da população sobre as reais formas de combater essas doenças, e sua crença anacrônica sobre a necessidade do fumacê.

## Protestos e ataques contra os carros fumacês
Protestos contra os carros fumacês são registrados em diversos países da América, tais como Canadá e Estados Unidos. Dentre os relatos de ataques e protestos contra os carros fumacês no Brasil, reporta-se em 2019 um ataque promovido por diversas pessoas na região do Morumbi, na cidade de São Paulo, feito possivelmente por pedradas ou tiros. Durante a epidemia de dengue de 2024, reportou-se ao menos um ataque no município de Uberlândia, onde um morador do local arremessou uma pedra no para-brisa traseiro do automóvel, que ficou danificado.

## Alternativa aos fumacês

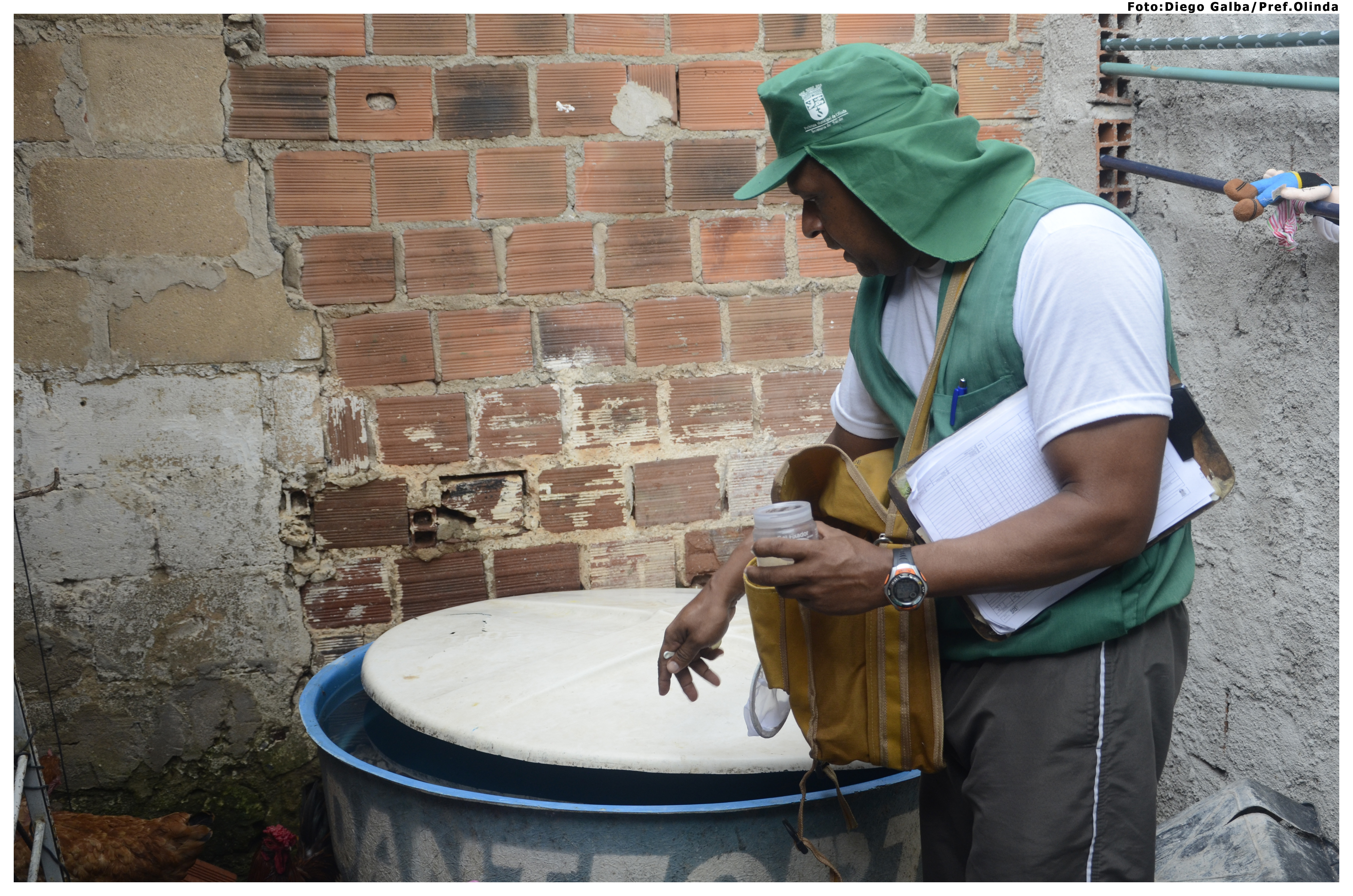
Ação de combate à dengue na comunidade de Ilha de Santana, em Olinda. É importante a adoção de ações para impedir a proliferação dos pernilongos, como: evitar o acúmulo de água e fazer a limpeza de lotes e terrenos.

Diversos especialistas alegam que as medidas tradicionais para o controle dos vetores de doenças como dengue, zika, chikungunya e febre amarela são as mais adequadas, tais como ovitrampas, mosquitoeiras, manter limpas caixas e calhas d’água, piscinas, tambores e cisternas, eliminar focos de acúmulo de água como tampas e latas de refrigerante ou cerveja, embalagens vazias, sacos plásticos, lixeiras e cisternas e colocar areia no prato dos vasos de plantas são medidas que devem ser feitas regularmente projetos de recuperação ambiental, bem como soluções mais recentes como mosquitos modificados em laboratório e as recentes vacinas disponíveis no mercado. Para a engenheira agrônoma e bióloga especialista em pragas urbanas Uiara Caromano Treviso, o fumacê deveria ser utilizado apenas em situações de total e absoluto descontrole, quando não há mais nada a ser feito. Para Janaína Soledad, por sua vez, que é coordenadora da Vigilância Ambiental do município fluminense de Volta Redonda, o fumacê pode causar danos ambientais e à fauna, com a morte de abelhas e outros insetos, comprometendo o equilíbrio do meio ambiente e por isso, é importante que os moradores adotem ações para impedir a proliferação dos pernilongos, como: evitar o acúmulo de água e fazer a limpeza de lotes e terrenos, eliminando o mato alto que também pode se tornar um criadouro.